# Procyonidae
Famille
Les Procyonidés (Procyonidae), du latin procyon  « avant le chien », sont une famille de mammifères carnivores caniformes comprenant des animaux comme les ratons ou les coatis. Celle-ci tire son nom du genre Procyon. La classification traditionnelle des espèces au sein de cette famille créée en 1825 est régulièrement remise en question, en particulier par la phylogénie moléculaire des XXe et XXIe siècles.

## Classification
Cette famille a été décrite pour la première fois en 1825 par le zoologiste britannique John Edward Gray (1800-1875).
- Classification plus détaillée selon le Système d'information taxonomique intégré (SITI ou ITIS en anglais) :
Règne : Animalia ; sous-règne : Bilateria ; infra-règne : Deuterostomia ; Embranchement : Chordata ; Sous-embranchement : Vertebrata ; infra-embranchement : Gnathostomata ; super-classe : Tetrapoda ; Classe : Mammalia ; Sous-classe : Theria ; infra-classe : Eutheria ; ordre : Carnivora ; sous-ordre : Caniformia ; famille : Procyonidae[1].

La classification traditionnelle de cette famille est régulièrement remise en question à la faveur des études entreprises vers la fin du XXe siècle par la phylogénie moléculaire et la subdivision en sous-familles ou autres rangs taxonomiques intermédiaires est discutée au sein de la communauté scientifique,.
Des auteurs du XXe siècle comme Hollister (1915a), Gregory (1936) et Thenius (1979) ont estimé que le genre Ailurus du Panda roux faisait partie de cette famille. Une hypothèse rejetée par les études plus récentes qui préfèrent classer cet animal unique dans la famille monotypique des Ailuridae,.

## Liste des sous-familles et genres
Selon Catalogue of Life (30 mars 2015) et ITIS (30 mars 2015), Mammal Species of the World (version 3, 2005)  (30 mars 2015) et NCBI (30 mars 2015) :
- genre Bassaricyon J. A. Allen, 1876 - les olingos
- genre Bassariscus Coues, 1887 - les bassaris
- genre Nasua Storr, 1780 - la plupart des coatis
- genre Nasuella Hollister, 1915 - coati de montagne
- genre Potos É. Geoffroy Saint-Hilaire & F. G. Cuvier, 1795 - le kinkajou ou potos
- genre Procyon Storr, 1780 - les ratons

Selon Paleobiology Database (30 mars 2015) :
- genre Amphictis
- Cercoleptina
- Melina
- genre Parahyaenodon
- Procyonina
- sous-famille Procyoninae
- sous-famille Simocyoninae
- genre Sivanasua
- genre Stromeriella

Selon ITIS
Les Procyonidés comprennent les genres suivants répartis en deux sous-familles :
- sous-famille Potosinae Trouessart, 1904
  - Bassaricyon — 4 espèces d'olingos
  -  Potos — le kinkajou
- sous-famille Procyoninae Gray, 1825
  - Bassariscus — 2 espèces de bassaris
  - Nasua — 3 espèces de coatis
  -  Nasuella — le coati des montagnes
  - Procyon — 3 ou 7 espèces de ratons laveurs